# Association for Symbolic Logic

Logo der ASL

Die Association for Symbolic Logic (ASL) ist die größte internationale Organisation von Logikern (mathematische Logiker und Philosophen). Sie wurde 1936 gegründet und hat ihren Sitz am Vassar College in Poughkeepsie im US-Bundesstaat New York.

## Amtsträger und Aktivitäten
Erster Präsident war Alonzo Church. Vorsitzender ist zurzeit Phokion Kolaitis.
Die ASL hat zwei Haupt-Konferenzen in jedem Jahr, eine in den USA und eine in Europa (Logic Colloquium). Außerdem organisiert sie weitere Konferenzen, zum Beispiel regelmäßig mit der American Mathematical Society und der American Philosophical Society. 
Sie vergibt mehrere Preise: jährlich die Ehrung als Gödel-Lecturer, den alle drei Jahre vergebenen Shoenfield-Preis (für herausragende Darstellungen der Logik), den Sacks-Preis für herausragende Doktorarbeiten und den alle fünf Jahre vergebenen Karp-Preis.
Die Organisation gibt die Zeitschriften Bulletin of Symbolic Logic, Journal of Symbolic Logic und Review of Symbolic Logic heraus sowie eigene Buchreihen.